# Apollo 6
Apollo 6 byl nepilotovaný let kosmické lodi USA v rámci programu Apollo (4. dubna 1968).

## Cíl letu
Rok po tragické smrti kosmonautů na Apollu 1 před jeho startem z rampy 34 na Mysu Canaveral byla vyslána již třetí loď bez kosmonautů na oběžnou dráhu Země s cílem otestovat návrat lodi po simulovaném obletu Měsíce do atmosféry Země druhou kosmickou rychlostí.

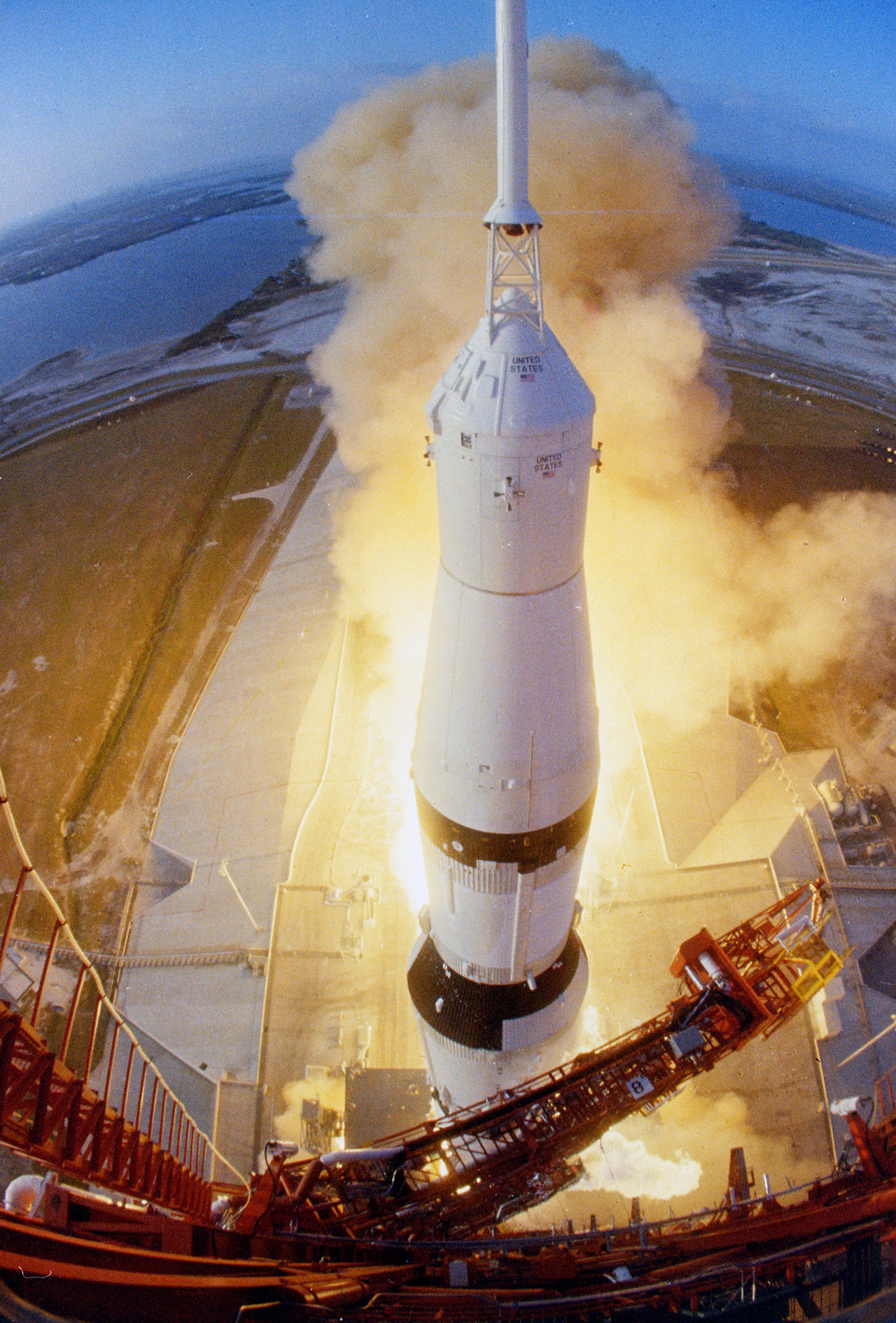
Start mise Apollo 6

## Vlastní let
Nový typ rakety Saturn 5 (AS-502) odstartoval na Floridě z mysu Canaveral, rampy 39A odpoledne 4. dubna 1968. Raketa nesla velitelskou i pomocnou sekci Apolla výrobního čísla č. 020.
Během vzletu se objevila řada potíží na všech pěti motorech druhého stupně, vyrobených firmou Rocketdyne J-2 (mj.prasklo vodíkové potrubí) a s nedovolenou rezonancí. Místo předčasně vypnutého druhého stupně raketu urychlovaly motory třetího stupně, ale za cenu předčasného vyčerpání pohonných hmot. Nebylo proto dosaženo plánované rychlosti k dosažení simulovaného oběhu Měsíce. Apollo 6 se vrátilo do atmosféry nižší rychlostí. Vlastní kosmická loď, vybavená tentokrát již novým průlezem, snesla bez poškození návrat do atmosféry a přistála na padácích. Po přistání na vodu se převrátila. Klimatizační systém lodi pracoval uspokojivě.
I přes částečný neúspěch tohoto pokusu (třetí bezpilotní let) rozhodlo vedení NASA, že další let již bude pilotovaný. Důvodem byla cena 280 miliónů dolarů, kterou stál každý start rakety Saturnu V.